# Viktor Rudi Avbelj

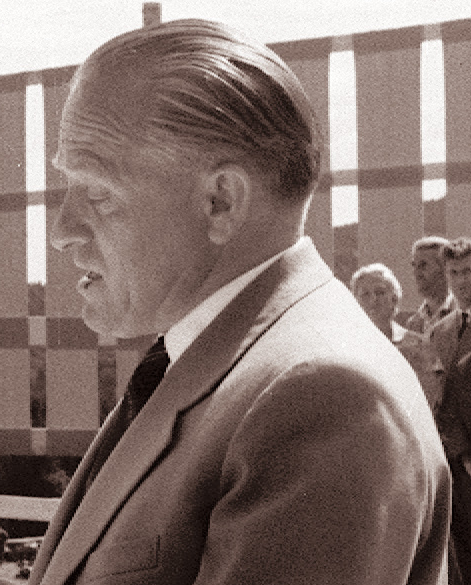
Viktor Rudi Avbelj

Viktor Avbelj bijgenaamd Rudi (Prevoje bij Lukovica, 26 februari 1914 - Ljubljana, 6 april 1993) was een Sloveens politicus en partizaan. Kort na de oorlog was hij openbaar aanklager in processen tegen collaborateurs en politieke tegenstanders. Hij was van 1979 tot 1984 president van Slovenië (voorzitter van het presidium).
Avbelj studeerde in 1939 aan de universiteit Ljubljana af als jurist. Twee jaar eerder trad hij toe tot de verboden communistische partij van Slovenië. Hij vocht bij de partizanen vanaf de oprichting van het Sloveense Bevrijdingsfront in 1941. Hij was met name actief als redacteur van het officiële orgaan van de Sloveense partizanen Slovenski poroèevalec, waarin hij enige tijd later werd opgevolgd door Mitja Ribièiè. Een jaar later werd hij politiek commissaris in het partizanenleger, hetgeen hij tot september 1944 bleef. Na de bevrijding was hij enige tijd plaatsvervangend hoofd van de geheime dienst OZNA. Hierna werd hij aanklager in processen tegen collaborateurs. In het schijnproces tegen de politieke tegenstander Nagode was hij neven-aanklager, terwijl Mitja Ribièiè als openbaar aanklager optrad.
In het naoorlogse Joegoslavië was Viktor Avbelj onder andere Sloveens vicepremier (1955-1962), premier (1962-1965), lid van het presidium van de Sloveense communistenbond, vicevoorzitter van de Socialistische Bond van het Arbeidende Volk van Slovenië en federaal parlementslid.